# Silver Blaze (film, 1923)
Pour plus de détails, voir Fiche technique et Distribution.
Silver Blaze est un film britannique réalisé par George Ridgwell, sorti en 1923.

## Synopsis
Sherlock Holmes enquête sur la mort de l'entraîneur de Flamme d'Argent (Silver Blaze), un cheval de course.

## Fiche technique
- Titre original : Silver Blaze
- Réalisation : George Ridgwell
- Scénario : Geoffrey H. Malins, Patrick L. Mannock, d'après la nouvelle Flamme d'Argent d'Arthur Conan Doyle
- Direction artistique : Walter W. Murton
- Photographie : Alfred H. Moise
- Montage : Challis N. Sanderson
- Société de production : Stoll Picture Productions
- Société de distribution : Stoll Picture Productions
- Pays d'origine :  Royaume-Uni
- Langue originale : anglais
- Format : noir et blanc — 35 mm — 1,37:1 — Film muet
- Genre : Film policier
- Date de sortie :
  - Royaume-Uni : mars 1923

## Distribution
- Eille Norwood : Sherlock Holmes
- Hubert Willis : Docteur Watson
- Knighton Small : Colonel Ross (en)
- Sam Marsh : Straker
- Norma Whalley : Mme Straker
- Sam Austin : Silas Brown
- Bert Barclay : le palefrenier
- Tom Beaumont : Inspecteur Gregory